# Lhermitteov znak
Lhermitteov znak je neurološki znak koji može biti prisutan u nekim bolestima karlježnične moždine (npr. multipla skleroza, arahnoiditis ili pritisak leđne moždine kao posljedica traume, tumora ili hernijacije intervertebralnog diska). 
Lhermitteov znak se opisuje kao osjet električne struje koji se širi tijelom pri savijanju (fleksiji) glave prema naprijed. 
Strogo gledano Lhermitteov znak je više simptom nego znak, jer opisuje subjektivni osjećaj strujnog udara.
Ovaj simptom su prvi opisali P. Marie i C. Chatelin 1917. Ipak simptom nosi naziv po francuskom neurologu Jean Lhermitteu koji je objavio svoj prvi izvještaj tek 1920. Do toga je došlo zahvaljujući članku toj temi, koji je Lhermitte objavio 1924.g. i koji je postao vrlo popularan i dobro poznat.   